# 포드 페스티바
포드 페스티바(Ford Festiva)는 기아차가 마쓰다 면허 생산으로 한국에서 제조한 4인승, 3도어, 전륜구동 소형차로, 미국 포드가 1986년부터 2002년까지 3세대에 걸쳐 일본, 아메리카, 오스트레일리아에서 페스티바라는 이름으로, 북미에서는 2세대인 아스파이어라는 이름으로 판매하였다.
마쓰다가 DA 플랫폼과 B 시리즈 직렬 4기통 엔진을 사용하여 설계, 면허 생산 계약을 통하여 기아가 제작하였다.
한국에서는 1세대 페스티바 모델을 기아 프라이드라는 이름으로 면허 생산·판매하였다. 오세아니아와 유럽에서는 1987년부터 1991년 사이에 마쓰다 121이라는 이름으로 1세대 모델이 출시되었다. 1991년 이후, 호주 및 아시아 지역에서는 포드 페스티바라는 이름으로 판매가 시작되었고, 유럽에서는 기아 프라이드라는 이름으로 계속 판매되었다.
페스티바 2세대는 1993년부터 2000년까지, 3세대는 1996년부터 2002년까지 일본에서 마쓰다 데미오의 리뱃징 버전으로 판매되었다.